# Trung tâm lịch sử thành Roma
Trung tâm lịch sử thành Roma (tiếng Ý: Centro storico di Roma) nằm bên trong tường thành Aurelianus hay thành La Mã cổ đại là khoảng không gian đô thị đặc biệt, đại diện cho một tập hợp đồ sộ các di tích ngoạn mục có giá trị được công nhận trên toàn cầu bởi Ủy ban Di sản thế giới UNESCO vào năm 1980. Nó bao gồm tất cả 22 phường rione (số nhiều: rioni) của Quận 1 - quận trung tâm của thủ đô Roma, Ý. Từ "rione" trong tiếng Ý bắt nguồn tại Roma, được sử dụng từ thế kỷ 14 để gọi một quận của thành phố lúc bấy giờ. Nó đến từ thuật ngữ tiếng Latinh regio (số nhiều: regiones, tức "khu"), đơn vị hành chính của thành La Mã cổ đại; trong thời Trung Cổ trở thành rejones và sau đó là rione.
Được thành lập vào năm 753 TCN theo thần thoại La Mã, Roma đã liên tục gắn liền với lịch sử của nhân loại. Đầu tiên là trung tâm của nền Cộng hòa La Mã, sau đó thống trị thế giới trong năm thế kỷ với vai trò là đầu não của Đế quốc La Mã, sau trở thành thánh đô của Giáo hội Công giáo đến tận ngày nay. Trung tâm lịch sử Roma có đến hơn 25.000 điểm tham quan về môi trường và khảo cổ được công nhận, chính vì điều này, Roma là thành phố có nhiều di tích nhất trên thế giới.
Sau quá trình thương nghị với Tòa Thánh và Ý, Ủy ban UNESCO trên tinh thần hợp tác đã quyết định sửa đổi bổ sung di sản của Roma vào năm 1990, mở rộng đến phạm vi tường thành Janiculum do Giáo hoàng Urbanô VIII cho xây dựng năm 1643, và những tài sản ngoài lãnh thổ của Tòa Thánh nằm bên trong thành phố, trong đó có ba đại vương cung thánh đường tối quan trọng đối với Giáo hội là Đức Bà Cả, Thánh Gioan tại Latêranô và Thánh Phaolô Ngoại thành.

## Lịch sử hành chính

### Cổ đại
Theo truyền thống, vị vua thứ sáu của Vương quốc La Mã là Servius Tullius là người đầu tiên phân chia thành phố, lúc bấy giờ là khu vực bảy ngọn đồi bên trong bức tường thành Servius, thành những regiones hay "khu" và có 4 khu tổng cộng. Trong quá trình tái cấu trúc hành chính sau sự sụp đổ của nền Cộng hòa La Mã, Augustus - vị hoàng đế La Mã đầu tiên, đã tạo ra 14 regiones tức "14 khu phố phường La Mã" (lúc bấy giờ Roma đã đô thị hóa ra bên ngoài tường thành Servius) và được giữ nguyên khá hiệu quả trong suốt thời kỳ Đế quốc La Mã được chứng thực trong Cataloghi regionari (danh mục khu phố) ở thế kỷ 4, bao gồm tên các khu phố và ghi chép dữ liệu cho từng khu. Tất cả trừ Transtiberim (Trastevere hiện đại) đều nằm bên bờ tả ngạn sông Tiber. Các khu vực đó là:
1. Porta Capena
2. Caelimontium
3. Isis et Serapis
4. Templum Pacis
5. Esquiliae
6. Alta Semita
7. Via Lata
8. Forum Romanum
9. Circus Flaminius
10. Palatium
11. Circus Maximus
12. Piscina Publica
13. Aventinus
14. Transtiberim

### Trung Cổ

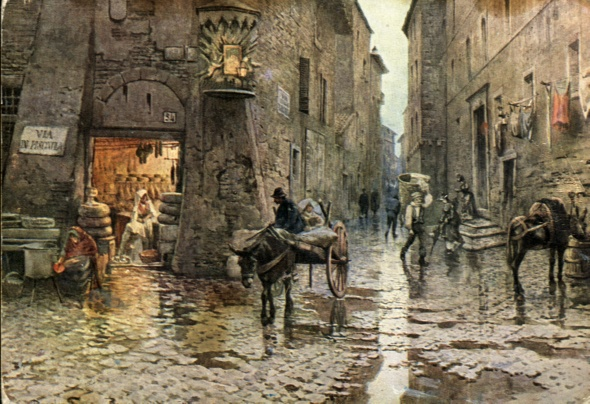
Phường 13 Trastevere, Roma thời Trung Cổ.

Sau khi Đế quốc Tây La Mã sụp đổ và sự xuống cấp của thành Roma, dân số suy giảm nghiêm trọng và sự phân chia hành chính thành các khu đã biến mất. Trong thế kỷ 12 tồn tại sự phân chia thành phố thành 14 phần, mặc dù không chính thức nhưng được người dân thường sử dụng. Thậm chí dù 14 phường bấy giờ không còn giống với các 14 khu phố thời cổ đại, chúng vẫn được giữ tên gọi là regio trong tiếng Latinh và rione trong tiếng bình dân.
Tới thời điểm năm 1143, tất cả 14 phố phường La Mã bao gồm:
1. Montium et Biberatice
2. Trivii et Vie Late
3. Columpne et S. Marie in Aquiro
4. Campi Martis et S. Laurentii in Lucina
5. Pontis et Scorteclariorum
6. S. Eustachii et Vinea Teudemarii
7. Arenule et Caccabariorum
8. Parionis et S. Laurentii in Damaso
9. Pinee et S. Marci
10. Angeli in Foro Piscium
11. Ripe et Marmorate
12. Campitelli et S. Adriani
13. Trastevere
14. Insula Tiberina

Các giới hạn của các phường trở nên dứt khoát và chính thức hơn trong thế kỷ 13: số lượng giảm xuống còn 13 phường, sáp nhập đảo Tiberina vào Trastevere, và con số này vẫn được giữ nguyên cho đến thế kỷ 16. Tuy nhiên trong giai đoạn này, ranh giới giữa các phường khá lỏng lẻo. Phường không phải là một thực thể chính trị, mà chỉ là đơn thuần là một khái niệm hành chính. Người đứng đầu của một phường được gọi là Caporione trong tiếng Ý. Mỗi phường trưởng được hỗ trợ trong việc quản lý trật tự trị an công cộng bởi một nhóm công dân tín nhiệm, gọi là constabili' hoặc capotori' ("công an").

### Phục Hưng và cận đại

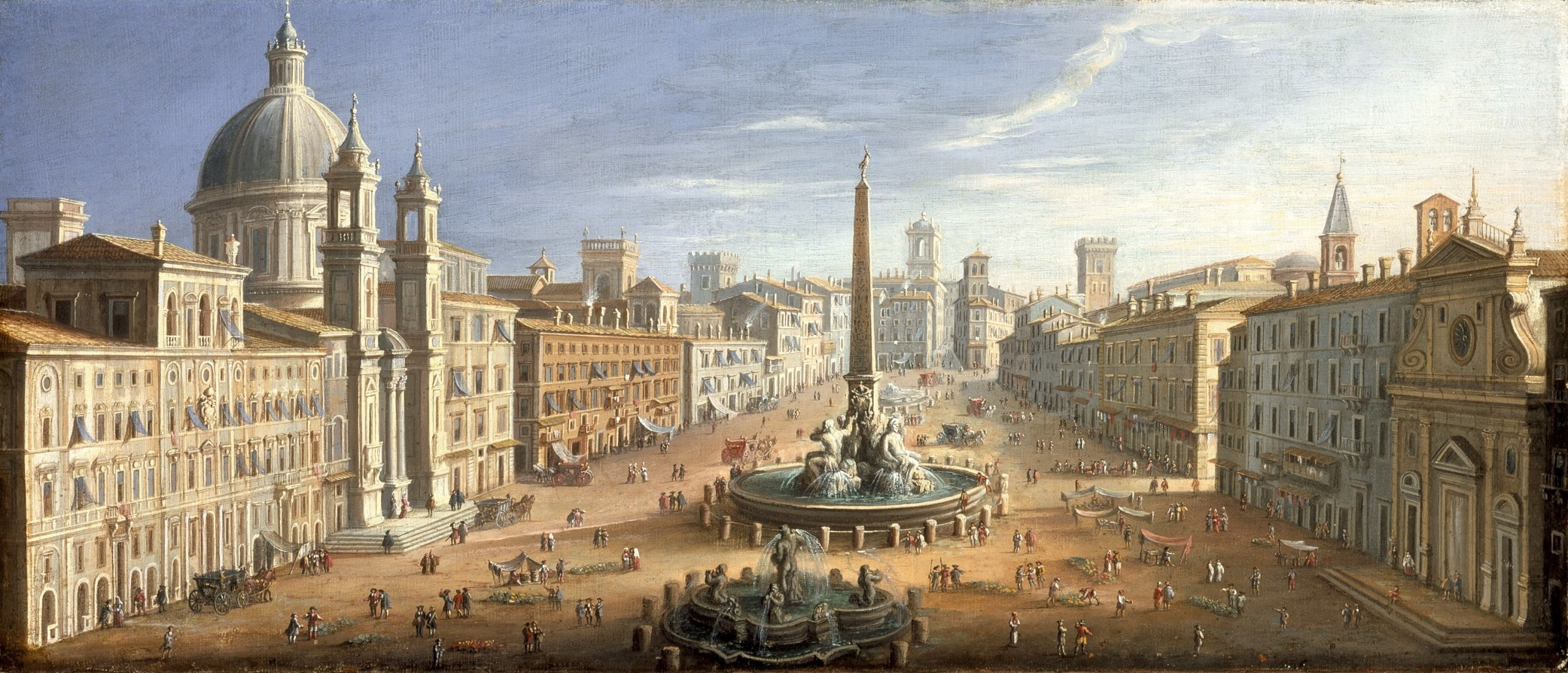
Quảng trường Navona, Roma năm 1730.

Trong thời Phục Hưng, thành Roma diễn ra sự tái tổ chức và mở rộng quy mô lớn, do đó, đặt ra nhu cầu phân định các phường một cách chính xác.
Năm 1586, với tình trạng dân số ít ỏi của thành phố nay đã bắt đầu cải thiện, Giáo hoàng Xíttô V đã thêm phường thứ 14 là Borgo, trước đây được quản lý tách biệt khỏi thành phố. Con số 14 phường này được giữ nguyên cho đến thế kỷ 19.
Năm 1744, Giáo hoàng Biển Đức XIV, vì thường xuyên bị hiểu lầm, đã quyết định lên kế hoạch phân chia lại hành chính của Roma, giao trách nhiệm đó cho Bá tước Bernardini. Các tấm đá cẩm thạch xác định biên giới của mỗi phường, nhiều trong số chúng vẫn còn tồn tại đến ngày nay, đã được đặt đá vào năm đó trên mặt tiền của những tòa nhà nằm ở biên giới của mỗi phường.
Vào năm 1798, sau khi bị Pháp xâm lược và thành lập nên chế độ Cộng hòa Roma, tổ chức hành chính đã có sự chuẩn hóa và lập nên 12 phường (với sự tương ứng của các phường hiện đại trong ngoặc đơn):
1. Terme (một phần của Monti)
2. Suburra (một phần của Monti)
3. Quirinale (một phần của Trevi)
4. Pincio (một phần của Colonna)
5. Marte (Campo Marzio)
6. Bruto (Ponte)
7. Pompeo (Regola và Parione)
8. Flaminio (Sant'Eustachio)
9. Pantheon (Pigna và Sant'Angelo)
10. Campidoglio (Campitelli và Ripa)
11. Gianicolo (Trastevere)
12. Vaticano (Borgo)

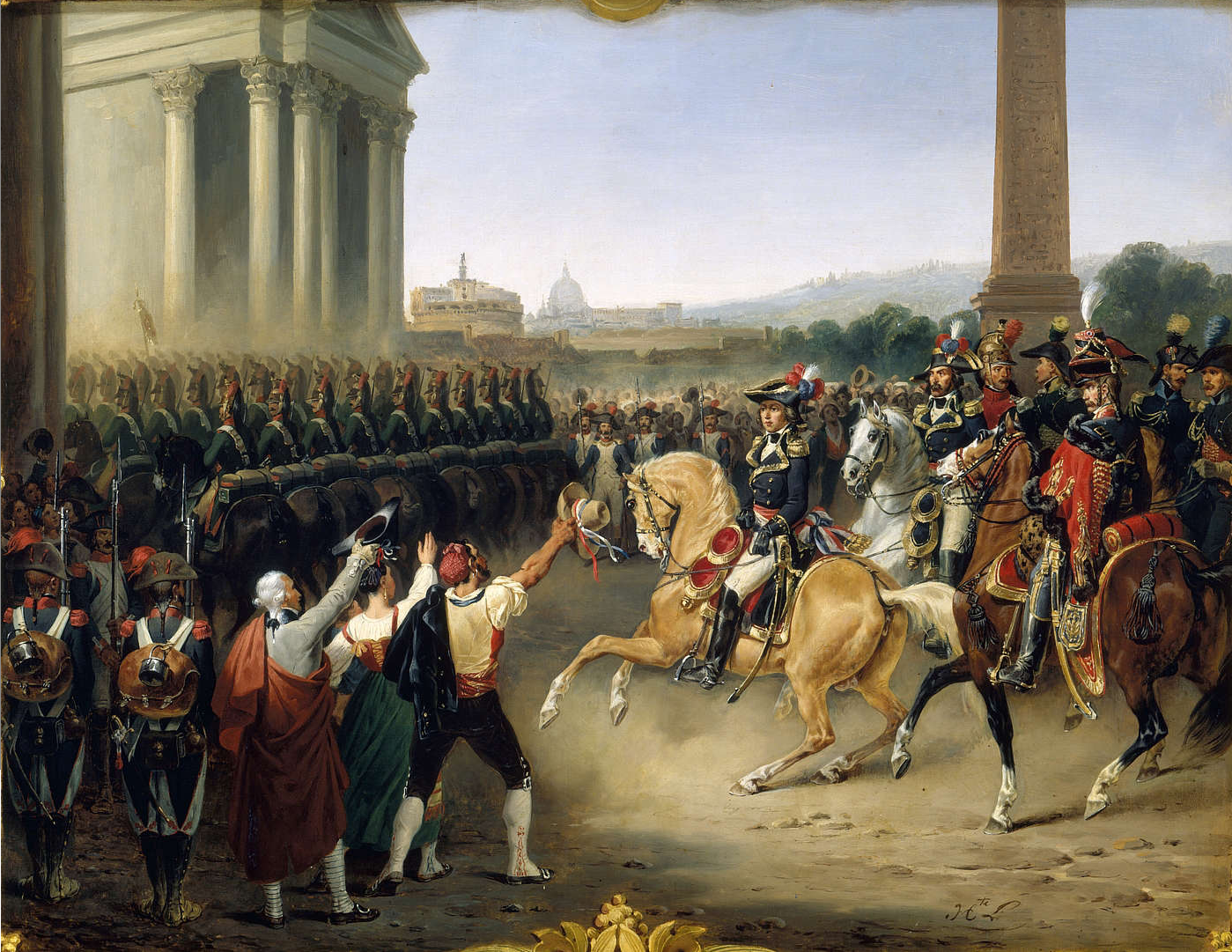
Quân Pháp tiến vào Roma ngày 15 tháng 2 năm 1798.

Ngay sau đó, dưới thời thống trị của Napoléon, Roma đã được chia thành 8 phần, bây giờ được gọi là Giustizie (có nghĩa là "công lý" trong tiếng Ý):
1. Monti
2. Trevi
3. Colonna và Campo Marzio
4. Ponte và Borgo
5. Parione và Regola
6. Sant'Eustachio và Pigna
7. Campitelli, Sant'Angelo và Ripa
8. Trastevere

### Hiện đại

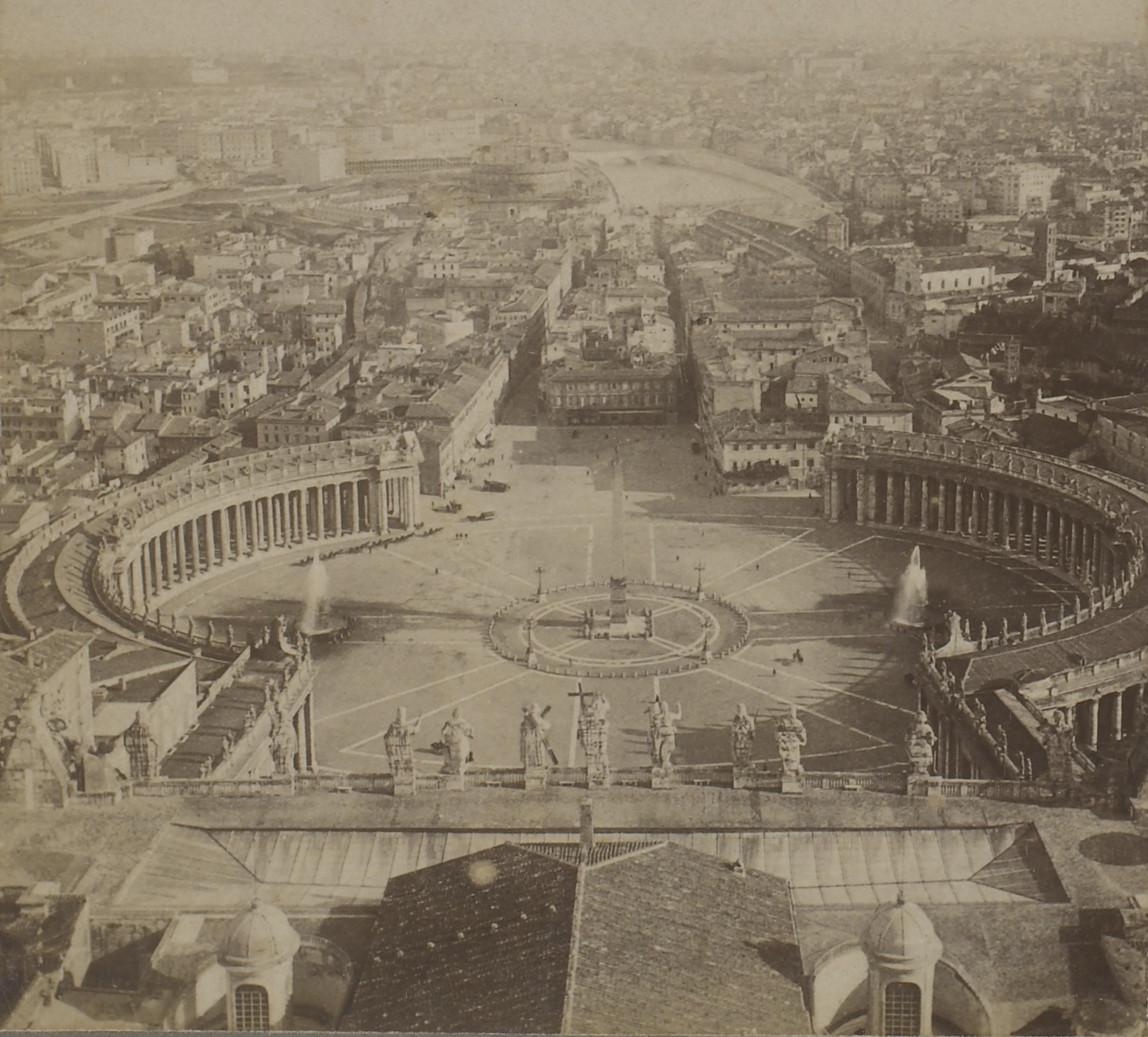
Roma nhìn từ Quảng trường Thánh Phêrô, Vatican năm 1901.

Sau khi Napoleon mất quyền lực, không có thay đổi đáng kể nào trong tổ chức thành phố cho đến khi Roma trở thành thủ đô của một nước Ý thống nhất mới khai sinh. Nhu cầu về một thủ đô mới gây ra sự đô thị hóa lớn và sự gia tăng dân số, cả bên trong và bên ngoài tường thành Aurelianus. Năm 1874, số phường trở thành 15, với việc bổ sung Esquilino, được tạo ra bằng cách tách ra một phần từ Monti. Vào đầu thế kỷ 20, một số phường bắt đầu bị tách ra và những phần đất đầu tiên bên ngoài tường thành bắt đầu được coi là bộ phận của thành phố.
Năm 1921, số lượng phường tăng lên 22. Prati là phường cuối cùng được thành lập và là phường duy nhất nằm bên ngoài bức tường thành Janiculum.
Cải cách mới nhất được thực hiện vào năm 1972, hầu hết vẫn còn hiện hữu đến ngày nay: Roma được chia thành 20 quận (gọi là Circoscrizione, số nhiều: Circoscrizioni) (sau đổi tên thành municipio - số nhiều: municipi, một trong số chúng trở thành một huyện độc lập tên là Fiumicino) và 20 phường (cùng tạo thành Centro Storico tức Trung tâm lịch sử) hình thành nên quận đầu tiên, Quận 1. Hai phường còn lại là Borgo và Prati thuộc về lãnh thổ Quận 17 cho đến năm 2013 quận bị bãi bỏ và sáp nhập. Kể từ đó, tất cả các phường đều nằm trong Quận 1.
Danh sách đầy đủ các phường hiện đại, theo thứ tự số, như sau:
1. Monti, bao gồm các đồi Quirinalis và Viminalis
2. Trevi
3. Colonna
4. Campo Marzio
5. Ponte
6. Parione
7. Regola
8. Sant'Eustachio
9. Pigna
10. Campitelli, bao gồm các đồi Capitolinus và Palatinus
11. Sant'Angelo
12. Ripa, với đồi Aventinus
13. Trastevere, với "đồi thứ tám" tự phong, đồi Janiculum
14. Borgo, giáp với Thành Vatican
15. Esquilino, với ngọn đồi Esquilinus cùng tên
16. Ludovisi
17. Sallustiano
18. Castro Pretorio
19. Celio, với ngọn đồi Caelius cùng tên
20. Testaccio
21. San Saba
22. Prati

## Tổng quan
| Huy hiệu | Số phường | Tên             | Dân số (người) | Diện tích (km²) | Mật độ (người/km²) | Bản đồ |
| -------- | --------- | --------------- | -------------- | --------------- | ------------------ | ------ |
|          | R. I      | Monti           | 13.028         | 1,6508          | 7.891,93           |        |
|          | R. II     | Trevi           | 2.327          | 0,5503          | 4.228,6            |        |
|          | R. III    | Colonna         | 2.111          | 0,2689          | 7.850,5            |        |
|          | R. IV     | Campo Marzio    | 5.860          | 0,8817          | 6.646,25           |        |
|          | R. V      | Ponte           | 3.596          | 0,3189          | 11.276,26          |        |
|          | R. VI     | Parione         | 2.572          | 0,1938          | 13.271,41          |        |
|          | R. VII    | Regola          | 3.238          | 0,3189          | 10.153,65          |        |
|          | R. VIII   | Sant'Eustachio  | 1.962          | 0,1688          | 11.623,22          |        |
|          | R. IX     | Pigna           | 10.737         | 0,2063          | 52.045,56          |        |
|          | R. X      | Campitelli      | 552            | 0,5990          | 921,54             |        |
|          | R. XI     | Sant'Angelo     | 1.084          | 0,1376          | 7.877,91           |        |
|          | R. XII    | Ripa            | 2.520          | 0,8485          | 2.969,95           |        |
|          | R. XIII   | Trastevere      | 19.229         | 1,8008          | 11.234,52          |        |
|          | R. XIV    | Borgo           | 2.954          | 0,4877          | 6.057              |        |
|          | R. XV     | Esquilino       | 24.167         | 1,5807          | 15.288,8           |        |
|          | R. XVI    | Ludovisi        | 1.612          | 0,3251          | 4.958,47           |        |
|          | R. XVII   | Sallustiano     | 2.225          | 0,2614          | 8.511,86           |        |
|          | R. XVIII  | Castro Pretorio | 5.341          | 1,0374          | 5.148,45           |        |
|          | R. XIX    | Celio           | 2.519          | 0,8254          | 3.051,85           |        |
|          | R. XX     | Testaccio       | 8.088          | 0,6628          | 12.202,78          |        |
|          | R. XXI    | San Saba        | 3.531          | 1,1068          | 3.190,28           |        |
|          | R. XXII   | Prati           | 15.270         | 1,2743          | 11.983,05          |        |
|          | 22 phường | tổng cộng       | 134.523 người  | 15,5059 km²     | 8675,6 người/km²   |        |